# Vesmírná turistika

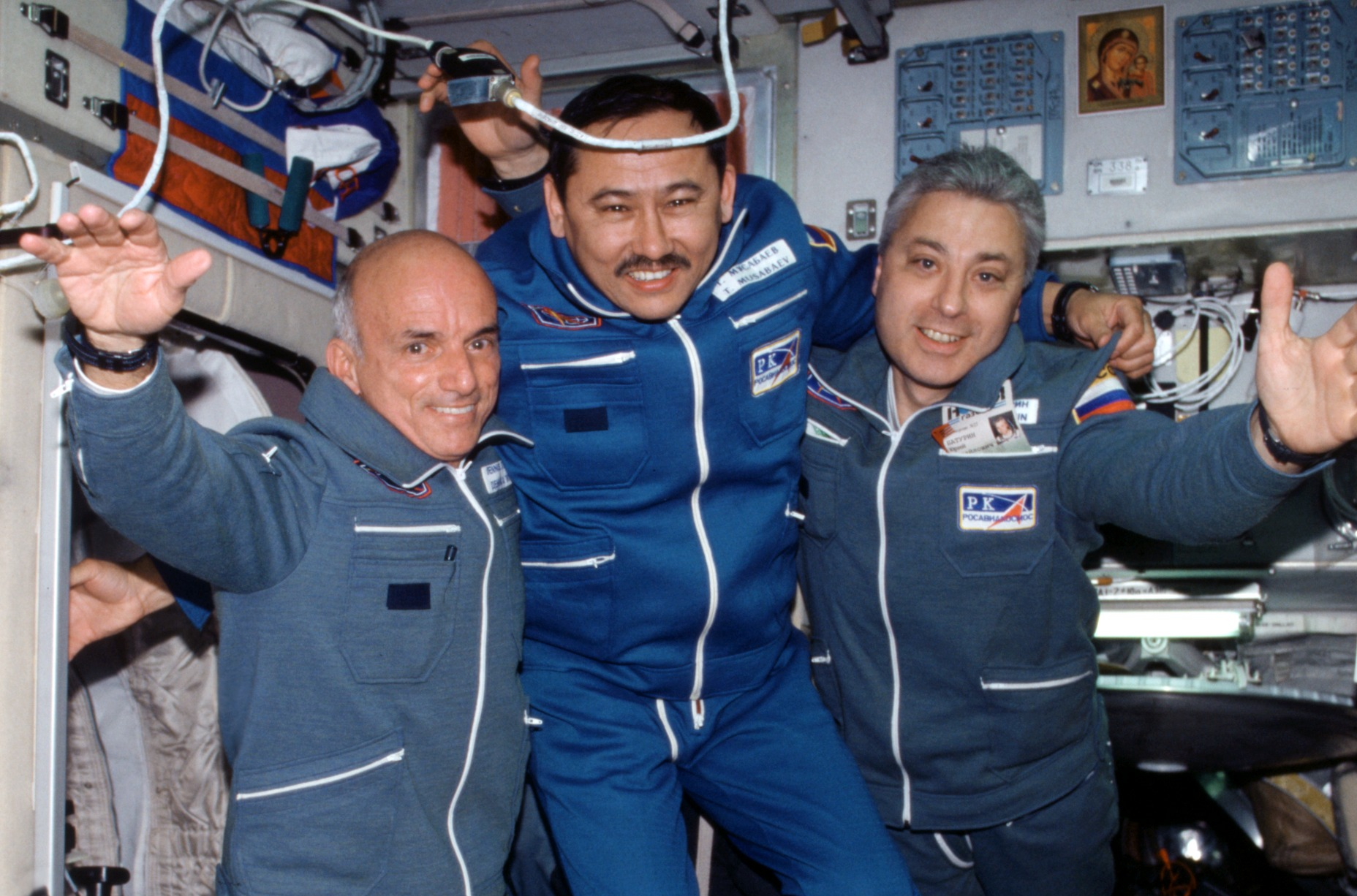
Dennis Tito (vlevo) a dva další členové mise Sojuz TM-32 (2001)

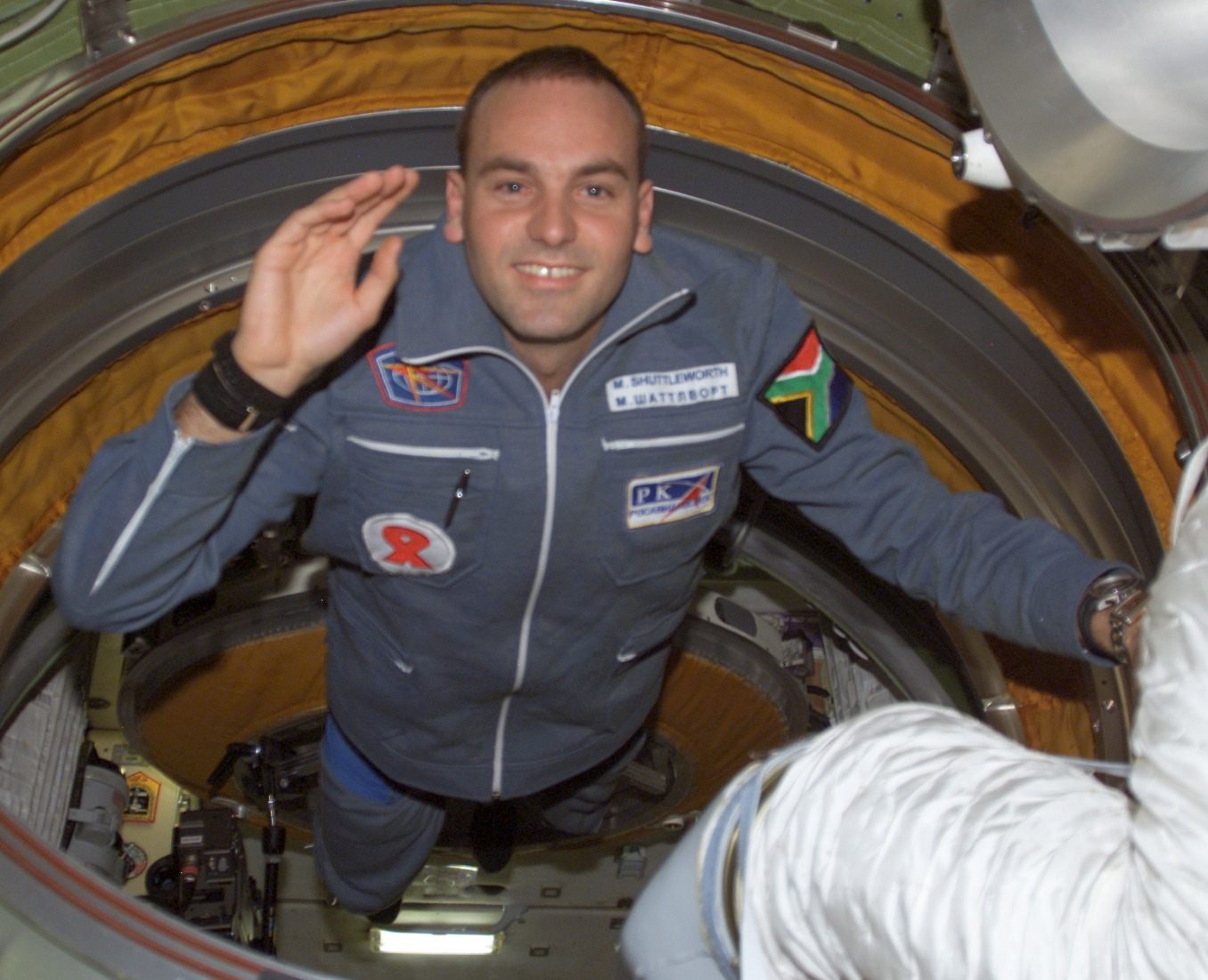
Mark Shuttleworth na ISS (2002)

Vesmírná turistika (také kosmická turistika) je označení pro lety do vesmíru, jejichž účastníci si cestu platí ze soukromých prostředků, bez podpory státní organizace. Termín je používaný pouze v médiích, oficiální označení těchto kosmonautů je účastník kosmického letu (rusky: участник космического полета, učastnik kosmičeskogo poljeta; anglicky spaceflight participant).
V letech 2001–2009 vzlétlo do vesmíru 7 turistů (z toho jeden dvakrát), než došlo k pozastavení letů. Po roce 2021 vzlétlo dalších 10 turistů (k 1.1.2024).

## Historie letů
Úplně prvním účastníkem vesmírného letu měla být již v lednu 1986 americká učitelka Christa McAuliffeová, která se po čtyřměsíční přípravě zúčastnila nešťastného letu raketoplánu Challenger STS-51-L, jenž ale po 73 sekundách letu explodoval. Právě v souvislosti s její účastí, která budila velkou pozornost, a přibližně v té době (přelom let 1985/86) byl termín účastník vesmírného letu (resp. spaceflight participant) uveden a vžit do povědomí. Status účastníka kosmického letu měl též Sheikh Muszaphar Shukor a doktorandka nanotechnologií, I So-jon – kosmonauté malajsijské, resp. korejské kosmické agentury.

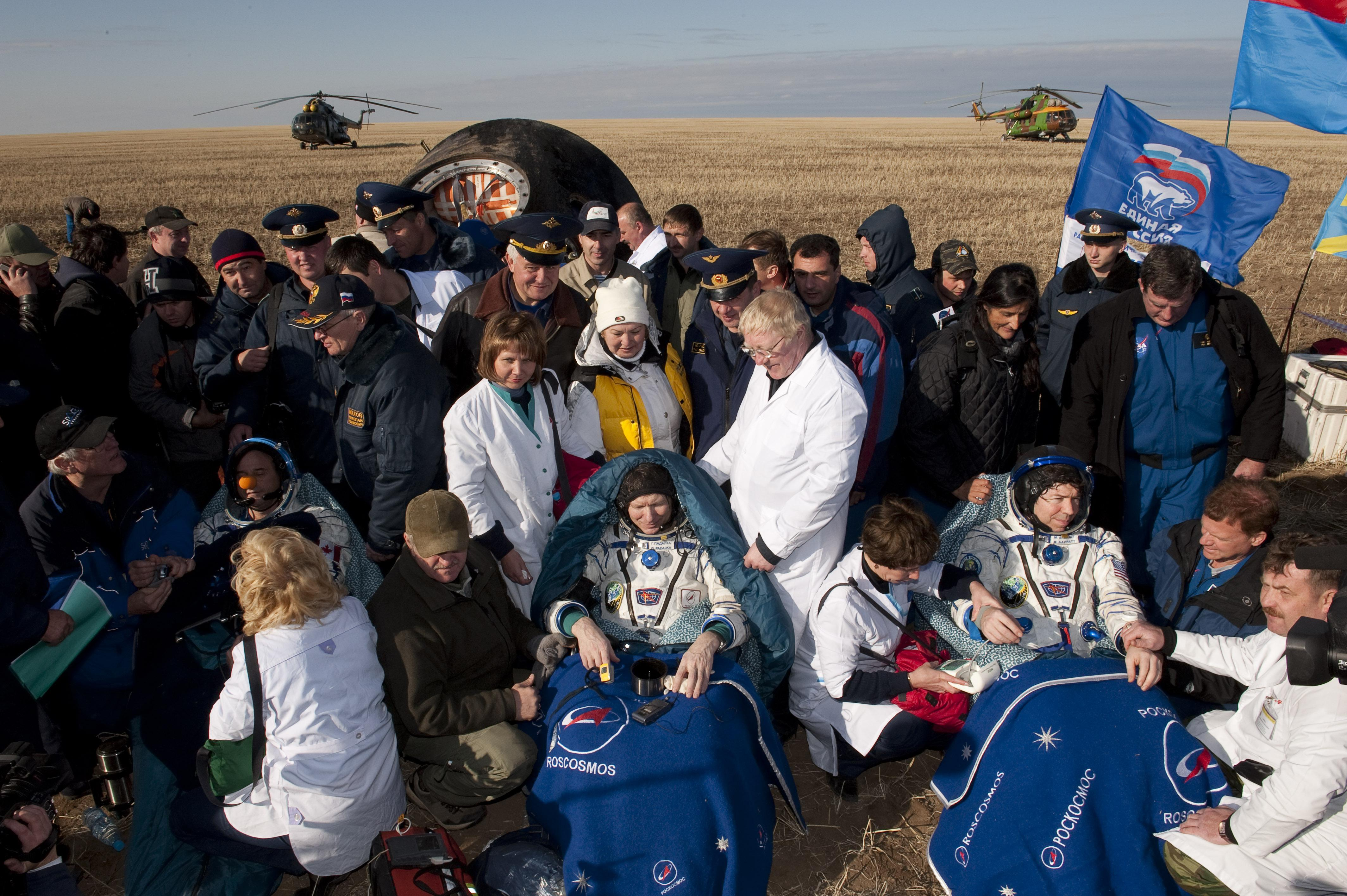
Guy Laliberté po návratu z vesmíru (vlevo, 2009)

V letech 2001 až 2009 vesmírnou turistiku zajišťovala výhradně ruská kosmická agentura Roskosmos, propagaci a vyhledávání zájemců americká firma Space Adventures. Zájemci o let ruskou lodí museli projít standardní lékařskou komisí a absolvovat půlroční výcvik ve Středisku přípravy kosmonautů v Hvězdném městečku. Zveřejněná cena se pohybovala v rozmezí 20–25 milionů amerických dolarů za cestu. Prvním pravým turistou v kosmu byl v roce 2001 Američan Dennis Tito a o rok později Jihoafričan Mark Shuttleworth. Oba za výlet zaplatili 20 milionů dolarů. Takže každá minuta Titovy dovolené stála v přepočtu bezmála 45 tisíc Kč. Tito strávil ve vesmíru 7 dní a Shuttleworth 9 dní. Guy Laliberté zaplatil za výlet do kosmu 35 mil. dolarů.
Tato praxe byla pozastavena v roce 2010, z důvodu nárůstu členů posádky. Orbitální komplex ISS je od roku 2009 obsazen stálou šestičlennou posádkou. Od roku 2011 po vyřazení lodí Space Shuttle, zajišťoval Roskosmos lety i pro americké posádky a pro platící návštěvníky nebylo v lodích Sojuz až do roku 2021 místo.
Vzhledem k ročnímu letu (místo obvyklého půlročního) Michaila Kornijenka a Scotta Kellyho v březnu 2015 – březnu 2016, se uvolnilo místo v lodi Sojuz TMA-18M v říjnu 2015, které měla obsadit anglická zpěvačka Sarah Brightmanová. Sopranistka však 22. dubna 2015 přerušila několikatýdenní trénink ve Hvězdném městečku a oznámila, že z rodinných důvodů odkládá cestu na neurčito. Za cestu měla zaplatit 52 milionů dolarů. Zvažován byl také let zakladatele firmy Google Sergeye Brina v roce 2017, pokud by se uvolnilo další místo v některém Sojuzu. Brin už roku 2008 složil společnosti Space Adventures zálohu 5 milionů USD s tím, že obsadí nejbližší volné místo na Sojuzu.

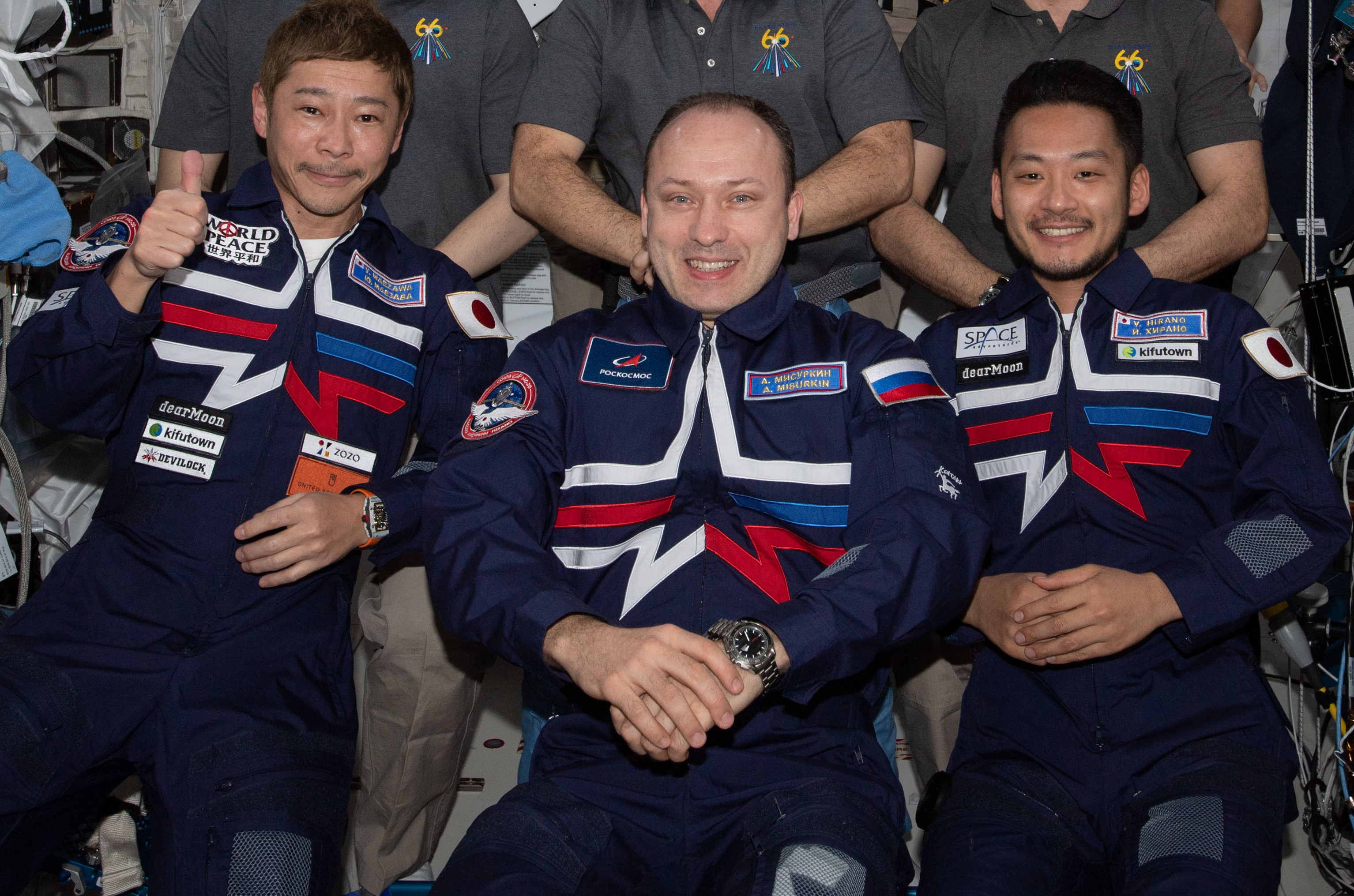
Dva japonští turisté na ISS (po stranách, 2021)

V prosinci 2021 byl po dlouhé přestávce proveden další komerční let Sojuzu pro společnost Space Adventures, kdy na ISS vzlétli japonští turisté Jusaku Maezawa a Jozo Hirano.
NASA byla k tomuto konceptu skeptická a neumožňovala ochotným movitým cestovatelům podniknout takovou dovolenou. To se týkalo rovněž i pobytu na ISS, kde byli v americké části stanice, oficiálně z bezpečnostních důvodů, vesmírní turisté omezeni. Avšak v červnu 2019 NASA oznámila, že počínaje rokem 2020 má organizace za cíl umožnit soukromým astronautům vstup na Mezinárodní vesmírnou stanici s využitím kosmické lodi SpaceX Crew Dragon a kosmické lodi Boeing Starliner pro soukromé astronauty, za cenu  odhadem 50 milionů amerických dolarů. V září 2021 se vydali první čtyři turisté do vesmíru soukromou společností SpaceX s raketami Falcon 9 a kosmickou lodí Crew Dragon Elona Muska. Další lety s turisty na lodi Crew Dragon byly provedeny v dubnu 2022 a květnu 2023, tyto mise ke stanici ISS financuje společnost Axiom Space.

## Vesmírní turisté
| Jméno                                                                       | Expedice (Lodě/stanice)                                       | Datum                      | Délka leltu | Společnost                 | Cena letu (v USD)   | Poznámka                                                       |
| --------------------------------------------------------------------------- | ------------------------------------------------------------- | -------------------------- | ----------- | -------------------------- | ------------------- | -------------------------------------------------------------- |
| Dennis Tito                                                                 | 1. návštěvní expedice na ISS (Sojuz TM-32/ISS/Sojuz TM-31)    | 28. dubna – 6. května 2001 | 8 dní       | Roskosmos/Space Adventures | 20 milionů          | první vesmírný turista                                         |
| Mark Shuttleworth                                                           | 3. návštěvní expedice na ISS (Sojuz TM-34/ISS/Sojuz TM-33)    | 25. dubna – 5. května 2002 | 10 dní      | Roskosmos/Space Adventures | 20 milionů          | první kosmonaut z JAR                                          |
| Gregory Olsen                                                               | 9. návštěvní expedice na ISS (Sojuz TMA-7/ISS/Sojuz TMA-6)    | 1. – 11. října 2005        | 10 dní      | Roskosmos/Space Adventures | 20 milionů          | náhradníkem byl Sergej Kostěnko                                |
| Anúše Ansáríová                                                             | 11. návštěvní expedice na ISS (Sojuz TMA-9/ISS/Sojuz TMA-8)   | 18. – 29. září 2006        | 10 dní      | Roskosmos/Space Adventures | 20 milionů          | první vesmírná turistka; původně náhradnice Daisukeho Enomotoa |
| Charles Simonyi                                                             | 12. návštěvní expedice na ISS (Sojuz TMA-10/ISS/Sojuz TMA-9)  | 7. – 21. dubna 2007        | 10 dní      | Roskosmos/Space Adventures | 25 milionů          | –                                                              |
| Richard Garriott                                                            | 15. návštěvní expedice na ISS (Sojuz TMA-13/ISS/Sojuz TMA-12) | 12. – 24. října 2008       | 10 dní      | Roskosmos/Space Adventures | 30 milionů          | náhradníkem byl Nik Halik                                      |
| Charles Simonyi                                                             | 16. návštěvní expedice na ISS (Sojuz TMA-14/Sojuz TMA-13)     | 26. března – 8. dubna 2009 | 14 dní      | Roskosmos/Space Adventures | 35 milionů          | druhý let, náhradnicí byla Esther Dysonová                     |
| Guy Laliberté                                                               | 17. návštěvní expedice na ISS (Sojuz TMA-16/ISS/Sojuz TMA-14) | 30. září – 11. října 2009  | 12 dní      | Roskosmos/Space Adventures | 35 milionů          | náhradnicí byla Barbara Barrettová                             |
| Jared Isaacman, Sian Proctorová, Christopher Sembroski, Hayley Arceneauxová | SpaceX Inspiration4 (Crew Dragon Resilience)                  | 16. září – 19. září 2021   | 3 dny       | SpaeceX                    | 55 milionů za osobu | první soukromý orbitální let                                   |
| Jusaku Maezawa, Jozo Hirano                                                 | 20. návštěvní expedice na ISS (Sojuz MS-20/ISS)               | 8. – 20. prosince 2021     | 12 dní      | Roskosmos/Space Adventures | 90 milionů za osobu | náhradníkem byl Šun Ogiso                                      |
| Larry Connor, Ejtan Stibbe, Mark Pathy                                      | Axiom Mission 1 (Crew Dragon Endeavour C206/ISS)              | 8. – 25. dubna 2022        | 17 dní      | SpaceX/Axiom Space         | 55 milionů za osobu |                                                                |
| John Shoffner                                                               | Axiom Mission 2 (Crew Dragon Freedom C212/ISS)                | 21. – 31. května 2023      | 10 dní      | SpaceX/Axiom Space         | 55 milionů          |                                                                |

## Suborbitální lety
Sub-orbitální lety mohou být také někdy považovány za vesmírnou turistiku, přibližně 10 minutové lety k hranici vesmíru pořádá od roku 2021 Jeff Bezos se svou společností Blue Origin a raketou New Shepard. V roce 2021 proběhly tři takové lety, v červenci, v listopadu a v prosinci.

## Kritika
Odborníci varují před dopady na životní prostředí, pokud se tato turistika bude rozmáhat.